# Danh sách tạp chí khoa học
Tạp chí khoa học phổ thông là các xuất bản phẩm định kỳ với những tin tức, ý kiến, và báo cáo về đề tài khoa học cho các độc giả không chuyên. Những ấn phẩm xuất bản định kỳ cho các chuyên gia khoa học thì được gọi là tập san khoa học. Các tạp chí khoa học được đọc bởi những người không làm khoa học và các nhà khoa học, những người muốn cập nhật thông tin trong các lĩnh vực ngoài chuyên môn của họ. 
Các bài báo trong tạp chí khoa học đôi khi được đăng lại hoặc tóm tắt lại bởi các tờ báo tin tức phổ thông.

## Các tạp chí khoa học phổ thông
- Argentina
  - Muy Interesante Argentina
- Úc
  - Australasian Science
  - Cosmos
- Áo
  - Universum Magazin
- Brazil
  - Galileu
  - Superinteressante
- Bulgaria
  - Da znaem poveche
- Đan Mạch
  - Aktuel Naturvidenskab
  - Illustreret Videnskab
- Phần Lan
  - Tiede
- Pháp
  - La Recherche
  - Pour la Science
  - Sciences et Avenir
  - Science & Vie
- Đức

  - Spektrum der Wissenschaft
- Ấn Độ
  - Current Science
  - Sandarbh
  - Science Reporter
- Ý
  - Airone
  - Focus
  - Le Scienze
- Lithuania
  - Mokslas ir gyvenimas
- Pakistan
  - Engineering & Industrial Review (EIR)---www.eironline.com
  - Global Science
  - Amali Science
- Ba Lan
  - Wiedza i Życie
  - Młody Technik
- Nga
  - Nauka i Zhizn
  - Tehnika Molodezhi
- Serbia
  - SciTech
  - Planeta
- Thụy Điển
  - Illustrerad Vetenskap
- Thổ Nhĩ Kỳ
  - Bilim ve Teknik
- Vương Quốc Anh
  - BBC Focus
  - BBC Knowledge
  - BBC Sky at Night
  - Laboratory News
  - New Scientist
  - Physics World
  - Practical Reptile Keeping
  - All About Space
- Mỹ
  - Phổ thông
    - American Scientist
    - Discover
    - Popular Science
    - Science News
    - Scientific American
    - Seed
    - Technology Review
    - Wired

  - Du hành vũ trụ/Không gian
    - Air & Space
    - Astronomy
    - Mercury
    - Planetary Report
    - Sky and Telescope
    - Spinoff

  - Khác
    - Physics Today
    - "Scientific American Mind"
    - Skeptic
    - The Scientist
    - Weatherwise
- Việt Nam
  - Tạp chí Tài hoa trẻ
  - http://tiasang.com.vn/
- Trực tuyến trên mạng internet
  - Guru
  - EU Research Magazine
  - Plus
  - Science Digest
  - Seed